# Apomempsoides trispinosa
Apomempsoides trispinosa là một loài bọ cánh cứng trong họ Cerambycidae.